# GUNDAM 3D 大戰
《GUNDAM 3D 大戰》（GUNDAM THE 3D BATTLE）是《GUNDAM BATTLE》系列首款 N3DS 新作品。

## 參戰作品
- 機動戰士GUNDAM（劇場版）
- 機動戰士ZGUNDAM（劇場版）
- 機動戰士GUNDAM 逆襲的夏亞
- 機動戰士GUNDAM UC（客串參戰）

...etc

## 外部連結
- （日語）遊戲官方網站 （页面存档备份，存于）